# Cornebarrieu
Cornebarrieu är en kommun i departementet Haute-Garonne i regionen Occitanien i södra Frankrike. Kommunen ligger i kantonen Blagnac som tillhör arrondissementet Toulouse. År 2022 hade Cornebarrieu 8 571 invånare.

## Befolkningsutveckling
Antalet invånare i kommunen Cornebarrieu
Referens:INSEE